# Пломба (техника)
Пломба — уникальное устройство однократного применения, предназначенное для индикации факта несанкционированного доступа к охраняемому объекту. Функционально при опломбированиии, опечатывании происходит копирование знака (например, с пломбиратора) на пломбу.
Пломбы изготавливаются таким образом, чтобы снятие их непременно приводило к оставлению ясно видимых следов на их материале (как визуально, так и с применением специальных приборов и способов исследования), а снятие без оставления следов было бы практически неосуществимо.
Конструкция однократных информационных пломб должна исключать возможность повторного использования как самих пломбировочных устройств, так и их составных частей после снятия.

Другой тип пломб, к которым относятся некоторые виды многоэлементных запорно-пломбировочных устройств (ЗПУ), может быть использован повторно, так как после снятия жесткого запирающего элемента корпус пломбы остается нетронутым.

## Этимология
Слово «пломба» произошло от латинского «plumbum» (свинец) — по наименованию наиболее популярного материала изготовления пломб.

## Функции пломб
Основная функция пломб — информационная, когда несанкционированный доступ к охраняемому объекту просто визуализируется. Другая функция — силовая — реализуется с помощью запорно-пломбировочных устройств, которые способны противостоять открытому взлому.

## История пломб
Пломбы для идентификации собственности применялись в Месопотамии, Древней Греции и Римской империи. Первые пломбы предназначались для регистрации доступа к товарам и документам: амфорам, ларям, сундукам, свиткам, папирусам. Для этого охраняемый объект обвязывался веревкой или шнуром и фиксировался пломбой. Несанкционированное снятие пломбы считалось преступлением.
Широкое распространение пломбы получили в Европе в Средние века (VIII—XI вв.) в качестве металлической таможенной бирки.
В России, благодаря археологическим изысканиям на территории древнего новгородского городища, предпринятыми академиком В. Л. Яниным, были также найдены средневековые (предположительно, таможенные) пломбы, отличающиеся от европейских образцов конструкцией и материалом изготовления. Это были деревянные цилиндры-замки длиной 80-10 мм и диаметром в 60 мм, имевшие продольный и поперечный канал. Принцип действия старорусской пломбы был таков: кожаный мешок обвязывался веревкой, концы которой вводились в продольный канал навстречу друг к другу и выпускались наружу через поперечный канал, закрываемый деревянным клином — пробкой. Так как фиксирующий элемент пломбы (узел веревки) был надежно спрятан внутри пломбировочного устройства, то снять пломбу можно было, только расколов цилиндр либо разрезав веревку.

## Классификация пломб
Пломбировочные устройства классифицируются по следующим признакам: используемые материалы; конструкция; степень защищенности охраняемого объекта от несанкционированного вскрытия; контроль сохранности пломбы; применение, антимагнит.

## Используемые материалы
Первыми материалами для изготовления пломб были воск, глина, сургуч, дерево и свинец. Современные информационные (индикаторные) пломбы изготавливаются из полимеров (поликарбонат, полиэтилен, полипропилен, нейлон, армамид и т. п.). Силовые пломбы (запорно-пломбировочные устройства) делают из металла и пластмассы, а также их комбинаций. Пломбы из свинца используются учреждениями скорее по инерции, так как не могут соперничать с современными пломбами по надежности. Хотя, например, Центробанк до сих пор использует для запечатывания инкассаторских мешков свинцовые пломбы. Также, например, РЖД , УЗ и БЧ, а также ряд метрополитенов до сих пор используют такие же пломбы для пломбирования стоп-кранов, рычагов аварийного выключения дверей и огнетушителей, что нередко приводит к хищению самих пломб без срыва стоп-крана или эксплуатации огнетушителя.

## Конструкция
Конструктивные особенности делят пломбировочные устройства на моноблочные и многоэлементные. К моноблочному типу относятся пломбы, в которых все элементы объединены для исключения их замены и упрощения замыкания запора. Примером могут служить пластиковые номерные пломбы, в которых запирающий элемент (гибкий трос) надежно монтируется одним концом в корпус, на который нанесен уникальный идентификационный код пломбы. Многоэлементные пломбы имеют несколько составляющих: замок и запирающий элемент (гибкий или жесткий). Иногда в конструкцию пломбировочного устройства входит и вспомогательный элемент — для совместимости пломбы и охраняемого объекта.
В общем случае, конструкция пломб накладывает ограничения на их применение. Исключение составляют пломбы с гибким запирающим элементом. В других случаях, например, для многоэлементных пломб жесткого типа, запирающий элемент должен точно соответствовать диаметру проушин охраняемого объекта. Также существуют пломбировочные устройства, рассчитанные на конкретные объекты, например, ювелирные пломбы, пломбы бочковые и пр.
Современные производители предлагают сегодня и другие виды пломб, например, металлические контроллеры, роторные пломбы, пленочные (сейф-пакеты, пломбы-скотчи, пломбы-наклейки), а также наклейки АНТИМАГНИТ и другие.

## Степень защищенности охраняемого объекта от несанкционированного вскрытия
По степени защищенности охраняемого объекта пломбы классифицируются как силовые и не силовые (информационные). К пломбам силовым относятся жесткие многоэлементные и моноблочные пломбы болтового или тросового типа, которые можно открыть только специальным инструментом и высоким разрушающим усилием.

## Контроль сохранности пломбы
Один из наиболее употребляемых способов контроля сохранности пломбы — маркировка с уникальным идентификационным номером, который наносится на пломбировочное устройство методом лазерной гравировки и отмечается в сопроводительных документах. Также широко применяются пломбы (ЗПУ) с интегральным блоком, встроенным в головку пломбы при её изготовлении. Информация с таких пломб считывается бесконтактным способом, что позволяет производить мониторинг и идентификацию охраняемого объекта в любой момент времени.

## Применение
Пломбы применяют с целью выявления фактов несанкционированного доступа к охраняемым объектам (счетчики электричества, газа, воды, денежные хранилища в банках, инкассаторские сумки, складские помещения, ёмкости, автомобили, контейнеры, бензоколонки, офисы, игровые автоматы, шкафы и многие другие объекты).

### На железнодорожном транспорте
На отечественном железнодорожном транспорте применяются запорно-пломбировочные устройства, обладающие высокой криминалистической эффективностью, вытеснившие за последнее десятилетие устаревшие свинцово-ленточные и свинцово-проволочные пломбы. Требования к железнодорожным пломбировочным устройствам регламентируются ГОСТами и внутриведомственными инструкциями («Правила пломбирования вагонов и контейнеров» — (приказ МПС РФ от 12.04.1999 г.). Обязательному опломбированию подлежат автомобилевозы, цементовозы, рефрижераторы, фитинговые вагоны, цистерны, зерновозы и тара ценного груза. Крытые грузовые вагоны из этого списка пломбируются также при возвратном порожнем пробеге.
Основное требование, предъявляемое к ЗПУ — это высокое усилие (для вагонов — не менее 18 кН,
для контейнеров — не менее 12 кН) размыкания пломбы, не позволяющее снять её простейшими режущими инструментами (кусачками, слесарной ножовкой, кувалдой, гвоздодером, молотком, пассатижами и ломом), поэтому стержневые элементы ЗПУ выполняются из высокоуглеродистой стали особых сортов Ст.20, 40Х, 60С2А, а затем подвергаются поверхностному упрочнению до уровня не менее 40 НRC. Кроме прочностных требований, важность имеют и условия эксплуатации, так как на пути следования груза ЗПУ подвергается механическим (вибрации) и климатическим воздействиям.
К современным пломбировочным устройствам, принятым к эксплуатации на отечественных железных дорогах, относятся ЗПУ стержневого и болтового типа, например, "СПРУТ 777", "СПРУТ 777М", "ОХРА-1" «ЛАВР» (вагонный и контейнерный варианты), ЛАВР-Гарант-М" (вагоны, контейнеры, цистерны, хоппер-зерновозы, рефрижераторы), "СКАТ", «ГазГарант»(опасные наливные грузы).

### В бытовой технике
Целью пломбирования сложных технических устройств является обнаружение несанкционированного доступа внутрь устройства в течение гарантийного срока. Нарушение пломбы рассматривается как причина для прекращения действия гарантийных обязательств.
В качестве материала пломбы обычно используется сравнительно мягкий пластилин или воск, помещаемый в одну или более точку крепления, перекрывая доступ к головке крепёжного винта.

### В счётчиках
Счётчики электричества, газа, воды (номерные пломбы из поликарбоната с использованием обычной лески или специальной («Силвайр»).
В связи с тем, что для несанкционированного воздействия на механические счётчики применяются магниты, в обиходе появились так называемые антимагнитные пломбы, которые, при сохранении механической целостности, регистрируют изменением своего внешнего вида факт магнитного воздействия.

### Другое
Денежные хранилища в банках, инкассаторские сумки, складские помещения, ёмкости, автомобили, контейнеры, бензоколонки, офисы, игровые автоматы, шкафы и многие другие объекты.